# Línea 3 (Maldonado)
La línea 3 es una línea de buses del transporte colectivo en Maldonado, Uruguay. Hace un recorrido circular por el Barrio Hipódromo, ubicado en el norte de la ciudad del mismo nombre.

## Paradas
La ruta que realiza es circular, implicando que el destino es siempre el mismo y no posee uno de ida y de vuelta como la mayoría de las líneas. En este caso, la correspondiente a la 3 es la siguiente:
Barrio Hipódromo, Mayas, Guenoas, Mapuches, Ruta 39, Av. Batlle y Ordóñez, Bergalli, Rincón, 3 de Febrero, 18 de Julio, San José, Terminal Maldonado, Sarandí, Burnett, Av. Córdoba, Bvr. Artigas, Av. Roosevelt, Av. San Remo, Av. San Pablo, Av. Isabel de Castilla, Av. Pedragosa Sierra, Av. Roosevelt, Bvr. Artigas, Av. Córdoba, Burnett, Holanda, Av. Acuña de Figueroa, Av. Roosevelt, Explanada Terminal Maldonado, Av. Roosevelt, Av. Camacho, Dodera, Av. Lavalleja, Av. Batlle y Ordóñez, Ruta 39, Barrio Hipódromo.